# Marcy (Nueva York)
Marcy es un pueblo ubicado en el condado de Oneida en el estado estadounidense de Nueva York. En el año 2000 tenía una población de 9,469 habitantes y una densidad poblacional de 111 personas por km².

## Geografía
Marcy se encuentra ubicado en las coordenadas 43°10′36″N 75°16′40″O / 43.17667, -75.27778.

## Demografía
Según la Oficina del Censo en 2000 los ingresos medios por hogar en la localidad eran de $47,180 y los ingresos medios por familia eran $54,231. Los hombres tenían unos ingresos medios de $30,943 frente a los $25,044 para las mujeres. La renta per cápita para la localidad era de $16,182. Alrededor del 5.4% de la población estaban por debajo del umbral de pobreza.